# سالم العلوي
سالم العلوي ، ولد بتاريخ 21 أغسطس 1972 ، لاعب سابق للمنتخب السعودي لكرة القدم ولاعب نادي القادسية سابقاً، اشترك مع المنتخب السعودي للعب بطولة كأس آسيا سنة 1992.

## وصلة خارجية
- سالم العلوي على موقع الاتحاد الدولي (مؤرشف)  (الإنجليزية)
- سالم العلوي على موقع قاعدة بيانات كرة القدم.إي يو (الإنجليزية)
- سالم العلوي على موقع ناشيونال فوتبول تيمز (الإنجليزية)
- سالم العلوي على موقع عالم كرة القدم.نت (الإنجليزية)